# Kraftwerk Schwenningen
Das Kraftwerk Schwenningen ist ein Laufwasserkraftwerk der Mittlere Donau Kraftwerke AG an der Staustufe Schwenningen und wird von der LEW Wasserkraft betrieben.
Das Kraftwerk ging 1983 in Betrieb und ist Teil der Donau-Staustufe Schwenningen bei Stromkilometer 2522,43. Das mit zwei Turbinensätzen ausgestattete Kraftwerk ist ausgelegt für eine Ausbauwassermenge von etwa 200 m³/s. Zwei Kaplan-Turbinen treiben zwei Generatoren mit einer Nennleistung von je 4,3 Megawatt mit einem entsprechenden Regelarbeitsvermögen des Kraftwerks von 53,4 Millionen kWh im Jahr. Das Wehr der Staustufe besteht aus drei Feldern und dem links angeordneten Krafthaus. Am rechten Ufer befindet sich eine Bootsschleuse.